# Фрационе Крото (Торино)
Фрационе Крото је насеље у Италији у округу Торино, региону Пијемонт.
Према процени из 2011. у насељу је живело 1 становника. Насеље се налази на надморској висини од 858 м.